# Mount Croghan
Mount Croghan è un comune degli Stati Uniti d'America, situato in Carolina del Sud, nella Contea di Chesterfield.